# Bathyconchoecia septemspinosa
Bathyconchoecia septemspinosa är en kräftdjursart som beskrevs av Angel 1970. Bathyconchoecia septemspinosa ingår i släktet Bathyconchoecia och familjen Halocyprididae. Inga underarter finns listade.